# Didier Défago
Didier Défago (* 2. Oktober 1977 in Morgins) ist ein ehemaliger Schweizer Skirennfahrer. Er war vor allem auf die schnellen Disziplinen Abfahrt und Super-G spezialisiert, fuhr jedoch auch Riesenslaloms und Super-Kombinationen. Grösster Erfolg seiner Karriere war der Gewinn der Abfahrts-Goldmedaille bei den Olympischen Winterspielen 2010. Sein jüngerer Bruder Daniel war ebenfalls Skirennläufer.

## Biografie

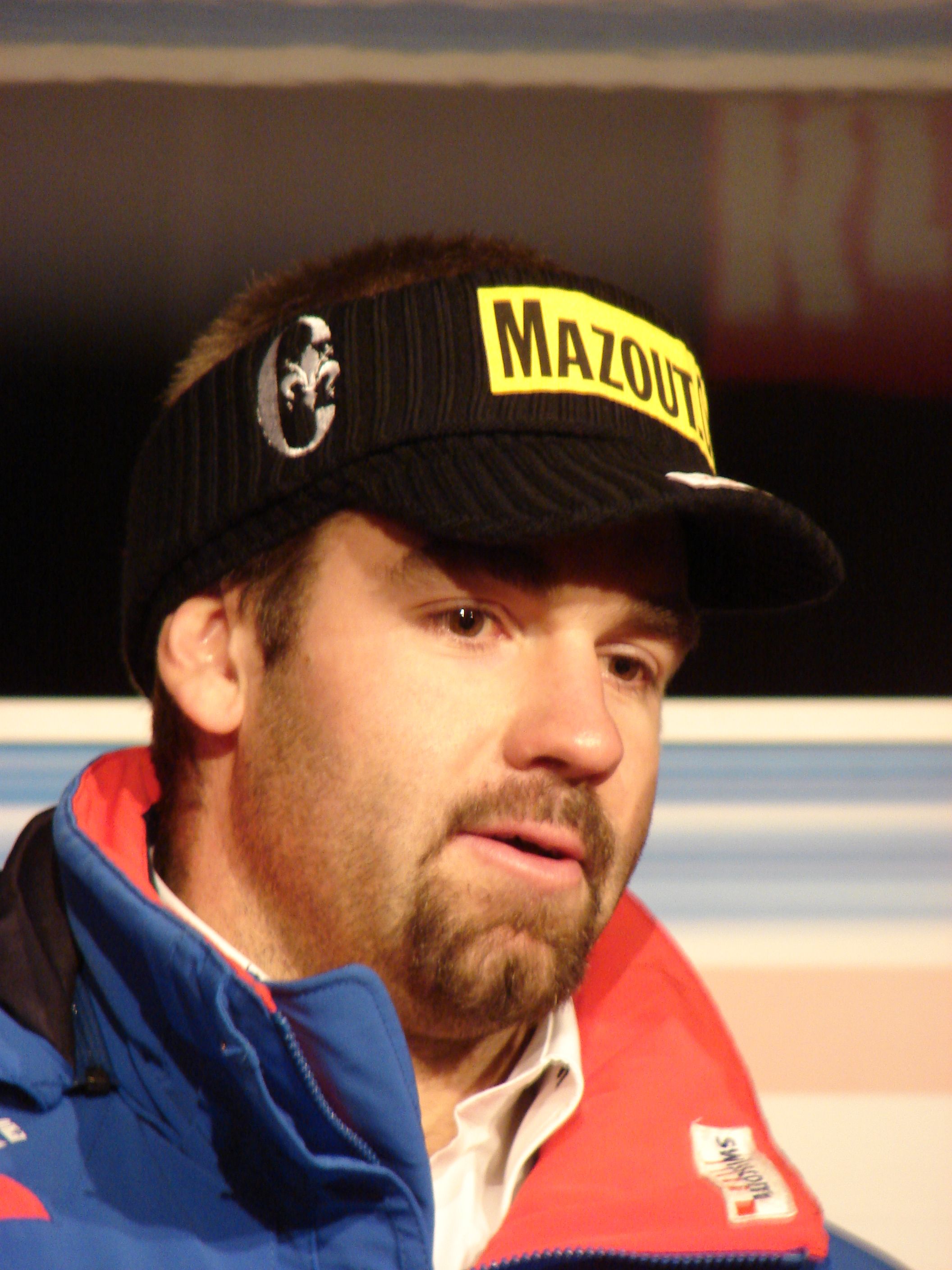
Didier Défago im Dezember 2006

Défago nahm im Alter von sechs Jahren erstmals an einem Skirennen teil, ab 1992 startete er bei FIS-Rennen. Sein Debüt im Europacup hatte er am 8. Januar 1996, wobei er als 29. der Abfahrt von Les Arcs sogleich in die Punkteränge fuhr. Eine Woche später gelang ihm der erste Sieg in einem FIS-Rennen. Ende Februar desselben Jahres gewann er bei den Juniorenweltmeisterschaften 1996 in Hoch-Ybrig drei Medaillen: Gold im Super-G, Silber in der Kombination und Bronze im Riesenslalom. Als amtierender Juniorenweltmeister bestritt er am 7. März 1996 beim Weltcup-Final im norwegischen Kvitfjell sein erstes Weltcup-Rennen; er klassierte sich auf Platz 15 und errang sogleich die ersten Weltcuppunkte.
In den folgenden Wintern konnte Défago nicht an diese ersten Erfolge anknüpfen, weshalb er meistens im Europacup zum Einsatz kam. Rangierungen in den Weltcup-Punkterängen blieben spärlich. Die erste Top-Ten-Platzierung in einem Weltcuprennen gelang ihm am 21. Januar 2000, als er im Super-G von Kitzbühel auf den siebten Platz fuhr. Auch im folgenden Winter 2000/01 fuhr er regelmässig gute Ergebnisse heraus, ohne jedoch eine Podestplatzierung zu erreichen. Dies gelang ihm erstmals am 3. März 2002 als Zweitem des Super-G in Kvitfjell. Seinen ersten Weltcupsieg konnte Défago am 20. Dezember 2002 feiern, beim Super-G von Gröden.
Am 11. Dezember 2005 war Défago in der Super-Kombination von Val-d’Isère zwar der schnellste Fahrer, doch wurde er nachträglich disqualifiziert, weil die Bindungsplatte auf einem seiner Ski 0,17 Millimeter zu hoch gewesen war. Hin und wieder erzielte er ansprechende Ergebnisse, konnte jedoch selten eine Fahrt fehlerfrei ins Ziel bringen. Podestplatzierungen waren von 2005 bis 2008 spärlich. Eine Wende zum Besseren brachte die Saison 2008/09: Am 17. Januar 2009 gewann Défago die Lauberhornabfahrt in Wengen, eine Woche später die Abfahrt auf der Streif in Kitzbühel. Somit ist er einer der wenigen Skirennfahrer, die im selben Winter die beiden prestigeträchtigsten Abfahrten des Weltcups für sich entscheiden konnten.
Bei Olympischen Spielen und Weltmeisterschaften war Défago bis dahin erfolglos geblieben; das beste Ergebnis war ein vierter Platz in der Super-Kombination bei den Weltmeisterschaften 2007 in Åre gewesen. Nachdem die Weltcupsaison 2009/10 zunächst im üblichen Rahmen verlaufen war (zwei zweite Plätze), gehörte er vor den Olympischen Winterspielen 2010 nicht zum engeren Favoritenkreis, im Gegensatz etwa zu Didier Cuche. Am 15. Februar 2010 gelang Défago jedoch der grösste Erfolg seiner Karriere, als er mit einem Vorsprung von sieben Hundertstelsekunden auf Aksel Lund Svindal die Goldmedaille in der Abfahrt gewann.
Am 15. September 2010 zog sich Défago beim Training in Zermatt einen Innenband- und Kreuzbandriss im linken Knie zu. Aus diesem Grund verpasste er die gesamte Saison 2010/11. Nach über einem Jahr Pause glückte ihm das Comeback, als er am 29. Dezember 2011 als erster Schweizer die Abfahrt auf der Pista Stelvio in Bormio gewann. Im weiteren Verlauf der Weltcupsaison 2011/12 gelangen ihm jedoch keine Podestplatzierungen. Nachdem die Saison 2012/13 mit einem fünften Platz im Riesenslalom von Sölden ansprechend begonnen hatte, kam er im weiteren Verlauf des Winters nicht über einen zehnten Platz hinaus. Auch die Saison 2013/14 war zunächst von mässigen Leistungen geprägt, bis er am 26. Januar 2014 überraschend den Super-G von Kitzbühel gewann und damit seinen Ruf als «Wundertüte» bestätigte. Seine letzte Saison 2014/15 verlief ähnlich: Nach durchschnittlichem Saisonverlauf klassierte er sich am 18. März 2015 in der Abfahrt von Méribel (beim zweitletzten Rennen seiner Karriere) als Zweiter. Einen Tag später bestritt er am selben Ort sein letztes von insgesamt 402 Weltcuprennen (Platz 12 im Super-G). Nach Saisonende beendete Défago seine aktive Sportlerkarriere, was für ihn schon seit Längerem festgestanden hatte.
Im September 2020 wurde er zum Präsidenten des Verbands Walliser Bergbahnen gewählt, nachdem er seit 2017 bereits den Sitz des Vizepräsidenten innegehabt hatte. Anfang März 2023 übernahm er den Posten des CEO des Organisationskomitees der Weltmeisterschaften 2027 in Crans-Montana.

## Erfolge

### Olympische Spiele
- Salt Lake City 2002: 6. Super-G, 12. Abfahrt, 14. Riesenslalom
- Turin 2006: 14. Riesenslalom, 16. Super-G, 26. Abfahrt
- Vancouver 2010: 1. Abfahrt, 15. Super-G
- Sotschi 2014: 14. Abfahrt

### Weltmeisterschaften
- St. Anton 2001: 11. Super-G
- St. Moritz 2003: 7. Kombination
- Bormio 2005: 6. Abfahrt, 7. Super-G
- Åre 2007: 4. Superkombination, 10. Abfahrt
- Val-d’Isère 2009: 8. Super-G, 20. Riesenslalom
- Schladming 2013: 8. Abfahrt, 26. Super-G
- Vail/Beaver Creek 2015: 7. Super-G, 11. Abfahrt

### Weltcupwertungen
| Saison  | Gesamt | Gesamt | Abfahrt | Abfahrt | Super-G | Super-G | Riesenslalom | Riesenslalom | Slalom | Slalom | Kombination | Kombination |
| Saison  | Platz  | Punkte | Platz   | Punkte  | Platz   | Punkte  | Platz        | Punkte       | Platz  | Punkte | Platz       | Punkte      |
| ------- | ------ | ------ | ------- | ------- | ------- | ------- | ------------ | ------------ | ------ | ------ | ----------- | ----------- |
| 1995/96 | 126.   | 16     | –       | –       | 38.     | 16      | –            | –            | –      | –      | –           | –           |
| 1997/98 | 138.   | 3      | –       | –       | –       | –       | 54.          | 3            | –      | –      | –           | –           |
| 1998/99 | 93.    | 31     | –       | –       | 29.     | 31      | –            | –            | –      | –      | –           | –           |
| 1999/00 | 27.    | 294    | 39.     | 28      | 16.     | 102     | 15.          | 164          | –      | –      | –           | –           |
| 2000/01 | 24.    | 315    | 17.     | 123     | 13.     | 90      | 23.          | 102          | –      | –      | –           | –           |
| 2001/02 | 14.    | 429    | 34.     | 36      | 7.      | 202     | 13.          | 141          | –      | –      | 7.          | 50          |
| 2002/03 | 11.    | 579    | 18.     | 159     | 7.      | 180     | 11.          | 171          | 53.    | 9      | 7.          | 60          |
| 2003/04 | 32.    | 281    | 21.     | 147     | 26.     | 46      | 31.          | 52           | –      | –      | 13.         | 36          |
| 2004/05 | 6.     | 684    | 15.     | 185     | 4.      | 286     | 14.          | 153          | –      | –      | 3.          | 60          |
| 2005/06 | 15.    | 543    | 9.      | 246     | 22.     | 94      | 21.          | 92           | 52.    | 16     | 9.          | 95          |
| 2006/07 | 14.    | 515    | 21.     | 158     | 14.     | 100     | 9.           | 163          | –      | –      | 15.         | 94          |
| 2007/08 | 9.     | 645    | 9.      | 225     | 4.      | 262     | 18.          | 107          | –      | –      | 21.         | 51          |
| 2008/09 | 6.     | 738    | 3.      | 363     | 3.      | 242     | 20.          | 97           | –      | –      | 20.         | 36          |
| 2009/10 | 12.    | 527    | 8.      | 230     | 12.     | 147     | 28.          | 41           | –      | –      | 8.          | 109         |
| 2011/12 | 18.    | 538    | 13.     | 239     | 19.     | 114     | 17.          | 145          | –      | –      | 23.         | 40          |
| 2012/13 | 30.    | 217    | 29.     | 74      | 26.     | 33      | 19.          | 110          | –      | –      | –           | –           |
| 2013/14 | 19.    | 378    | 16.     | 165     | 6.      | 195     | 36.          | 18           | –      | –      | –           | –           |
| 2014/15 | 18.    | 406    | 13.     | 228     | 9.      | 178     | –            | –            | –      | –      | –           | –           |

### Weltcupsiege

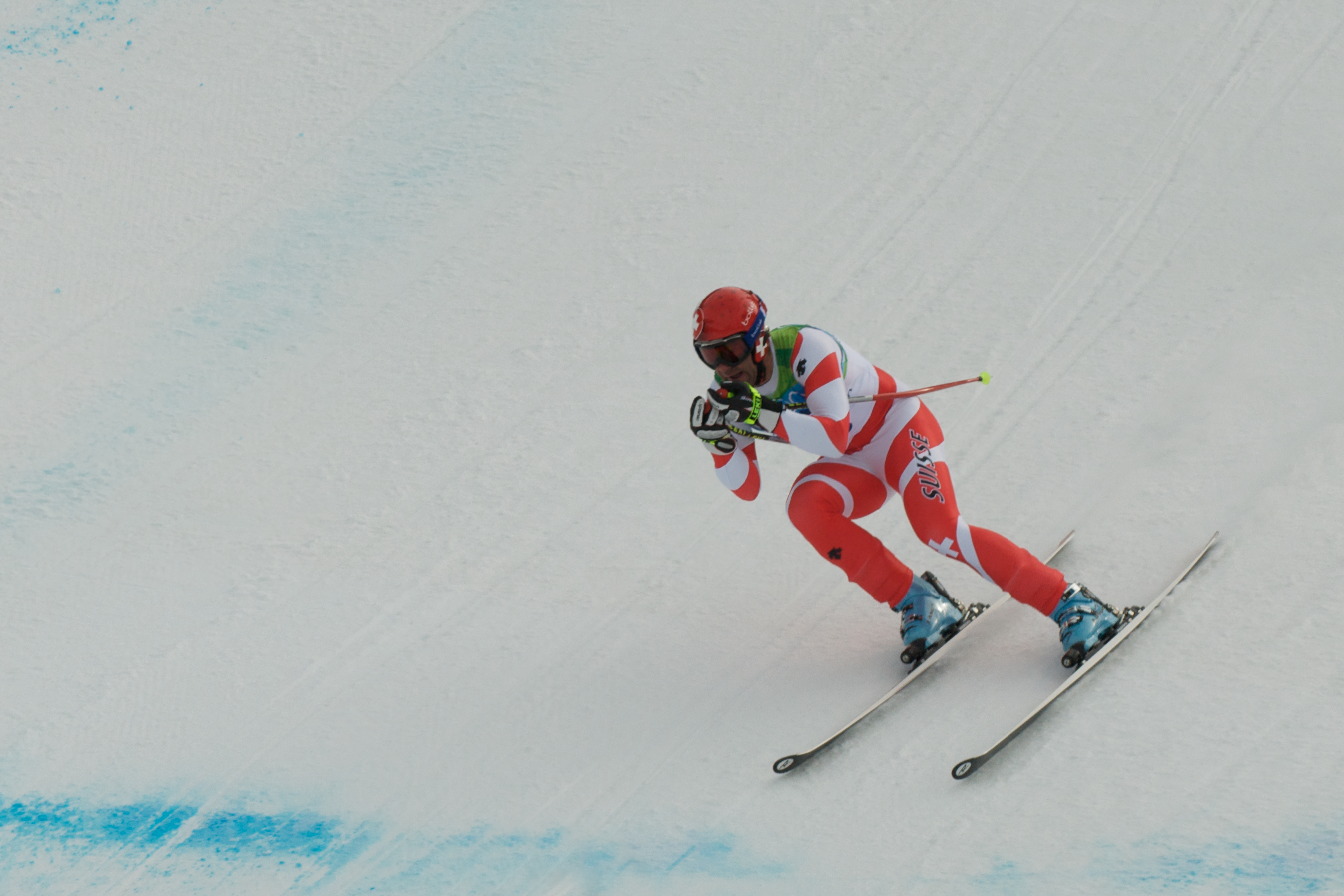
Didier Défago bei den Olympischen Winterspielen 2010 in Vancouver

- 16 Podestplätze, davon 5 Siege:

| Datum             | Ort       | Land       | Disziplin |
| ----------------- | --------- | ---------- | --------- |
| 20. Dezember 2002 | Gröden    | Italien    | Super-G   |
| 17. Januar 2009   | Wengen    | Schweiz    | Abfahrt   |
| 24. Januar 2009   | Kitzbühel | Österreich | Abfahrt   |
| 29. Dezember 2011 | Bormio    | Italien    | Abfahrt   |
| 26. Januar 2014   | Kitzbühel | Österreich | Super-G   |

### Europacup
- Saison 1999/2000: 9. Abfahrtswertung
- 2 Podestplätze

### Juniorenweltmeisterschaften
- Hoch-Ybrig 1996: 1. Super-G, 2. Kombination, 3. Riesenslalom, 4. Abfahrt, 9. Slalom

### Weitere Erfolge
- 1 Sieg im Nor-Am Cup
- 3 Schweizer Meistertitel (Abfahrt 2003, Riesenslalom 2004 und 2012)
- 5 Siege bei FIS-Rennen